# Wijtschate
Wijtschate (fr. Wytschaete; vls. Wytschoate; hist. Wijtschaete) – dzielnica (deelgemeente) gminy Heuvelland w Belgii, w Regionie Flamandzkim, w prowincji Flandria Zachodnia, w okręgu Ieper. 1 stycznia 2020 roku liczyła 2005 mieszkańców. Do 31 grudnia 1976 samodzielna gmina.

## Demografia
Liczba mieszkańców, stan na 1 stycznia:
| Rok                | 1930 | 1947 | 1961 | 2020 |
| ------------------ | ---- | ---- | ---- | ---- |
| Liczba mieszkańców | 2533 | 2556 | 2390 | 2005 |